# Ludvig Hallstedt

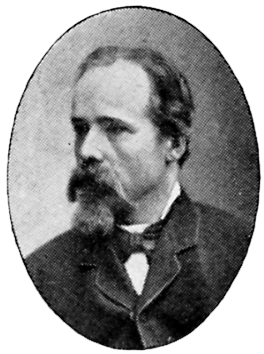
Ludvig Hallstedt.

Abraham Knut Ludvig Hallstedt, född 11 maj 1839 i Stockholm, död 1923, var en svensk stilleben- och genremålare samt ingenjör.
Hallstedt var elev vid Fria konsternas akademi 1857–1862 och var kartograf 1861–1878. Han idkade även konststudier i Düsseldorf och Paris. Han var ledamot av Konstnärsklubben och av Svenska konstnärernas förening.
Bland hans arbeten märks Objudna gäster, stilleben (1895) och Stilleben (1897).